# Ночная смена (фильм, 2018)
«Ночна́я сме́на» — российский комедийный фильм режиссёра Марюса Вайсберга. Главные роли исполнили Владимир Яглыч и Павел Деревянко. Премьера фильма в России состоялась 21 июня 2018 года.

## Сюжет
Лишившись работы на заводе, сварщик Максим соглашается на предложение бывшей одноклассницы стать стриптизёром. Скрывая новую профессию от жены, он попадает в массу нелепых ситуаций.

## В ролях
| Актёры             | Персонажи                               |
| ------------------ | --------------------------------------- |
| Владимир Яглыч     | Максим, сварщик                         |
| Павел Деревянко    | Сергей                                  |
| Ксения Теплова     | Анна                                    |
| Наталья Бардо      | Кристина, стриптизерша                  |
| Анна Михайловская  | Лидия                                   |
| Эмин Агаларов      | Чернявский, бизнесмен                   |
| Валентина Мазунина | Елена                                   |
| Елена Валюшкина    | Мать Сергея                             |
| Сергей Глушко      | Евгений (Женя «Кинг-Конг»)              |
| Игорь Жижикин      | Корнеев                                 |
| Наталья Бочкарева  | жена Корнеева                           |
| Ола Кейру          | Александр (Саня «Француз»)              |
| Галина Петрова     | Бэтти Борисовна Слободкина («Би-Би-Си») |

## Критика
Фильм получил средние оценки кинокритиков. Денис Варков из «Канобу» писал: «Вайсберг умышленно обходит все серьёзные темы, чтобы зритель не отвлекался от гэгов, а местами подстраивает всё так, что найдётся и где слезу пустить».